# Klasse van hoogveenbulten en natte heiden
De klasse van hoogveenbulten en natte heiden (Oxycocco-Sphagnetea) is een klasse van syntaxa die enkel voorkomen in hoogveengebieden en in natte heiden. De voornaamste vertegenwoordiger in Nederland en Vlaanderen is de associatie van gewone dophei.

## Naamgeving en codering
| Vaccinio oxycocco-Sphagnetea magellanici Br.-Bl. & Tx. 1943 corr. Julve 1993 |

- Syntaxoncode voor Nederland (rVvN): r11

De wetenschappelijke naam Oxycocco-Sphagnetea is afgeleid van de botanische namen van twee algemene kensoorten binnen deze klasse, kleine veenbes (Vaccinium oxycoccos, syn. Oxycoccus palustris) en het geslacht veenmos (Sphagnum spp.).

## Fysiognomie

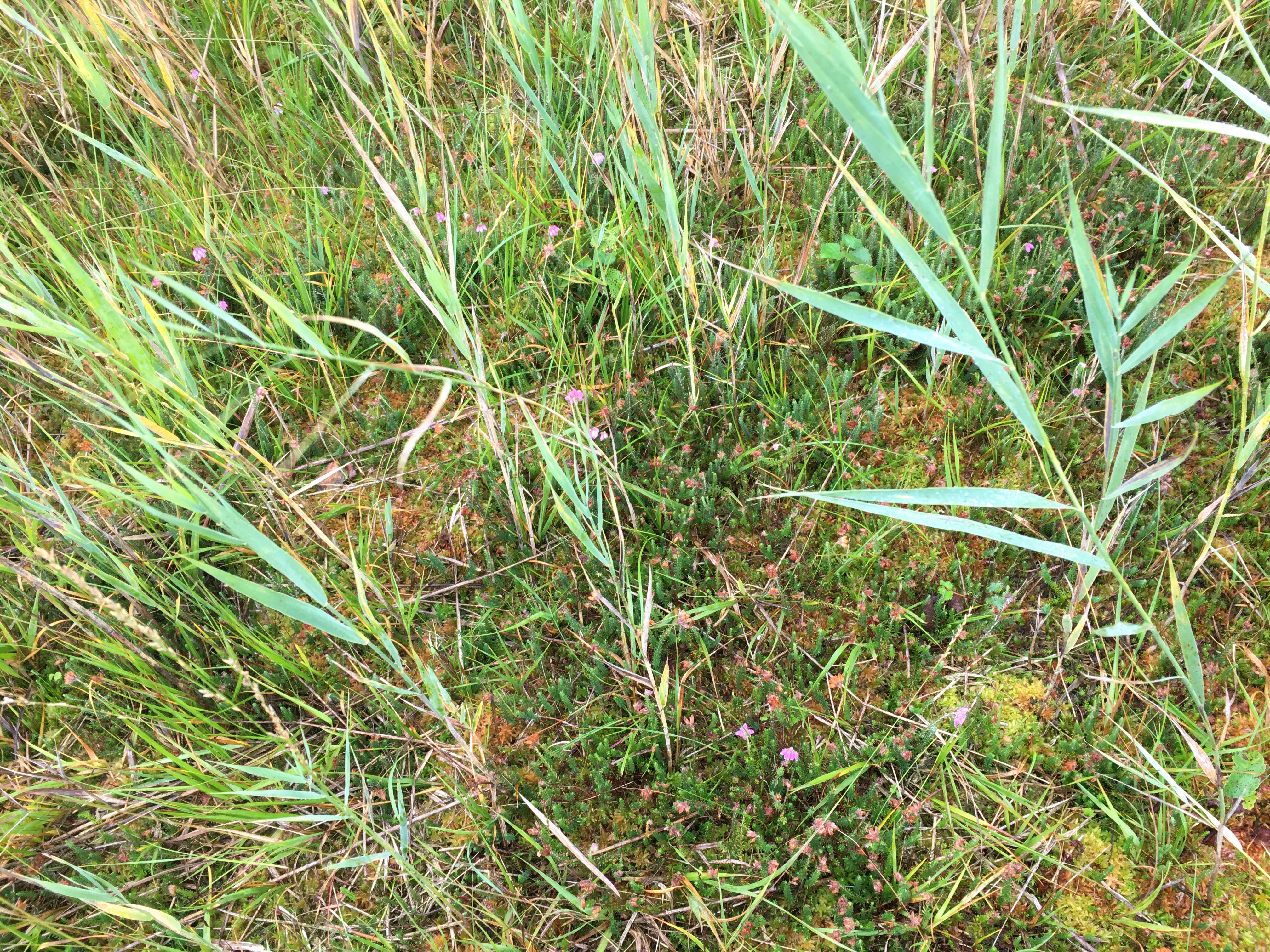
Moerasheide is een associatie met een bijzondere symmorfologie waarin twee kruidlagen aspectbepalend zijn; de bovenste wordt gevormd door laagblijvend, niet-vitaal riet en de laag daaronder door gewone dophei.

Deze klasse wordt gekenmerkt door de volledige afwezigheid van een boomlaag. De struiklaag is vertegenwoordigd door dwergstruiken als de gewone dophei en de lavendelhei.
De kruidlaag is soortenarm maar zeer specifiek, met onder andere eenarig wollegras (Eriophorum vaginatum) en ronde zonnedauw (Drosera rotundifolia).
Er is een sterk ontwikkelde moslaag met talrijke soorten voornamelijk veenmossen, maar ook andere bladmossen en levermossen.

## Ecologie
De klasse van hoogveenbulten en natte heiden omvat plantengemeenschappen met heideachtige dwergstruiken, grassen en grasachtige planten, mossen en levermossen op natte, zure zand-, zandleem- of leemgrond.
Ze komen voor op plaatsen waar het in verhouding zure neerslagwater zich verzamelt en de invloed van basisch grondwater minimaal is. De pH van de bodem is laag. In deze omstandigheden wordt dood plantenmateriaal niet verteerd, met als gevolg een voedselarme bodem.

## Onderliggende syntaxa in Nederland en Vlaanderen
De klasse van hoogveenbulten en natte heiden wordt in Nederland en Vlaanderen vertegenwoordigd door twee orden met allebei een onderliggend verbond.
- - dophei-orde (Ericetalia tetralicis)
    - dophei-verbond (Ericion tetralicis)
      - associatie van moeraswolfsklauw en snavelbies (Lycopodio-Rhynchosporetum)
      - associatie van gewone dophei (Ericetum tetralicis)
      - associatie van kraaihei en gewone dophei (Empetro-Ericetum)

  - hoogveenmos-orde (Sphagnetalia magellanici)
    - hoogveenmos-verbond (Oxycocco-Ericion)
      - associatie van gewone dophei en veenmos (Erico-Sphagnetum magellanici)
      - moerasheide (Sphagno palustris-Ericetum)

- rompgemeenschap van struikhei en wollegrassen (RG Calluna vulgaris-Eriophorum-[Oxycocco-Sphagnetea])
- rompgemeenschap van eenarig wollegras (RG Eriophorum vaginatum-[Oxycocco-Sphagnetea/Scheuchzerietea])
- rompgemeenschap van pijpenstrootje en veenpluis (RG Molinio caerulea-Eriophorum angustifolium-[Oxycocco-Sphagnetea])

## Afgeleide gemeenschappen
Klassebreed worden er in de klasse van hoogveenbulten en natte heiden voor in Nederland en Vlaanderen verscheidene afgeleide gemeenschappen onderscheiden. Het gaat hier enkel om rompgemeenschappen.

### Rompgemeenschap van struikhei en wollegrassen

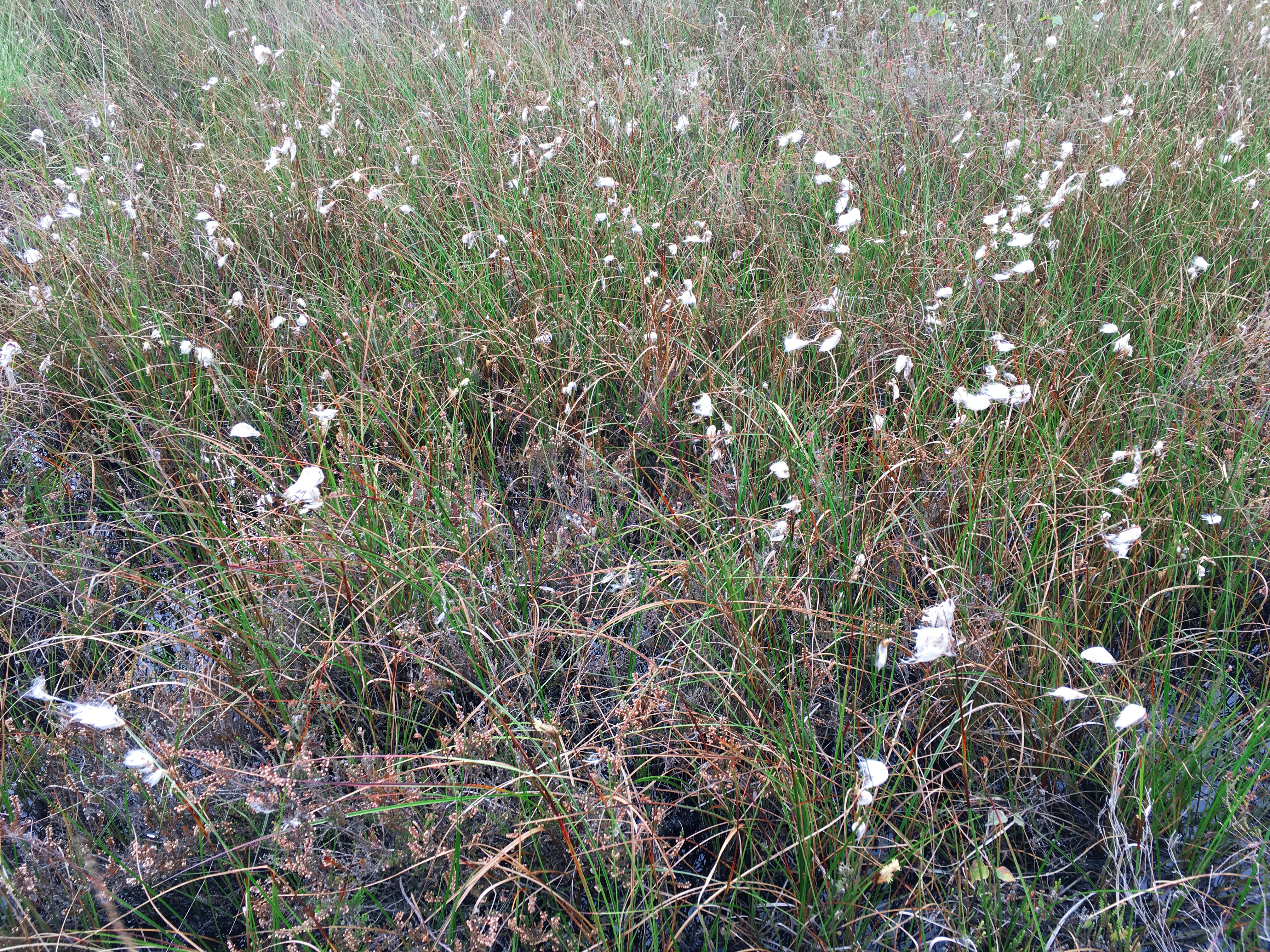
Herfstaspect van een rompgemeenschap met struikhei en wollegrassen.

De rompgemeenschap van struikhei en wollegrassen (RG Calluna vulgaris-Eriophorum spp.-[Oxycocco-Sphagnetea]) komt voor op veengronden (inclusief onthoofde veenbodems) waar veen is geoxideerd of merendeels is weggebrand voor de boekweitcultuur. In deze rompgemeenschap wordt het aspect bepaald door struikhei in gezelschap met gewone dophei en wollegrassen als veenpluis en eenarig wollegras. De syntaxoncode voor Nederland (rVvN) is r11RG01.

### Rompgemeenschap van eenarig wollegras
De rompgemeenschap van eenarig wollegras (RG Eriophorum vaginatum-[Oxycocco-Sphagnetea/Scheuchzerietea]) is een klasseoverschrijdende rompgemeenschap van de klasse van hoogveenbulten en natte heiden en de klasse van hoogveenslenken. De rompgemeenschap is een pioniervegetatie waar eenarig wollegras dominant en aspectbepalend is. De gemeenschap komt voor op ontwaterde maar nog steeds vochtige veengrond maar ook op veengrond met waterstanden tot enkele decimeters boven het maaiveld (tussen de pollen). De syntaxoncode voor Nederland (rVvN) is r11RG02.

### Rompgemeenschap van pijpenstrootje en veenpluis
De rompgemeenschap van eenarig wollegras (RG Molinia caerulea-Eriophorum angustifolium-[Oxycocco-Sphagnetea]) komt voor op vochtige standplaatsen met sterk wisselende grondwaterstanden. In de verdroogde hoogveengebieden neemt deze rompgemeenschap vaak grote oppervlakten in beslag. De syntaxoncode voor Nederland (rVvN) is r11RG03.

### Rompgemeenschap van wilde gagel en pijpenstrootje
De rompgemeenschap van wilde gagel (RG Myrica gale-Molinia caerulea-[Franguletea/Oxycocco-Sphagnetea]) is een klasseoverschrijdende rompgemeenschap van de klasse van hoogveenbulten en natte heiden en de klasse van wilgenbroekstruwelen. De gemeenschap komt voor aan de rand van voedselarme veenmoerassen, zure vennen en depressies in natte heide, maar ook in duinvalleien in het Waddengebied. Het zijn standplaatsen waar zowel regen- of beekwater als grondwater een rol spelen.
De struiklaag van deze rompgemeenschap wordt gedomineerd door wilde gagel (Myrica gale).
De syntaxoncode voor Nederland (rVvN) is r39RG03, BWK-karteringseenheden voor Vlaanderen is het gagelstruweel (sm).

## Verspreiding
Het verspreidingsgebied van de klasse van hoogveenbulten en natte heiden is beperkt tot de Atlantische provincie: de kuststrook van West-Europa, Groot-Brittannië en Ierland. Het is een typische vegetatie die zich thuis voelt in streken met een maritiem klimaat, met hoge luchtvochtigheid, niet te warme zomers en geen strenge winters.

## Diagnostische taxa voor Nederland en Vlaanderen
In de onderstaande synoptische tabel staan de belangrijkste soorten voor de klasse van hoogveenbulten en natte heiden in Nederland en Vlaanderen.

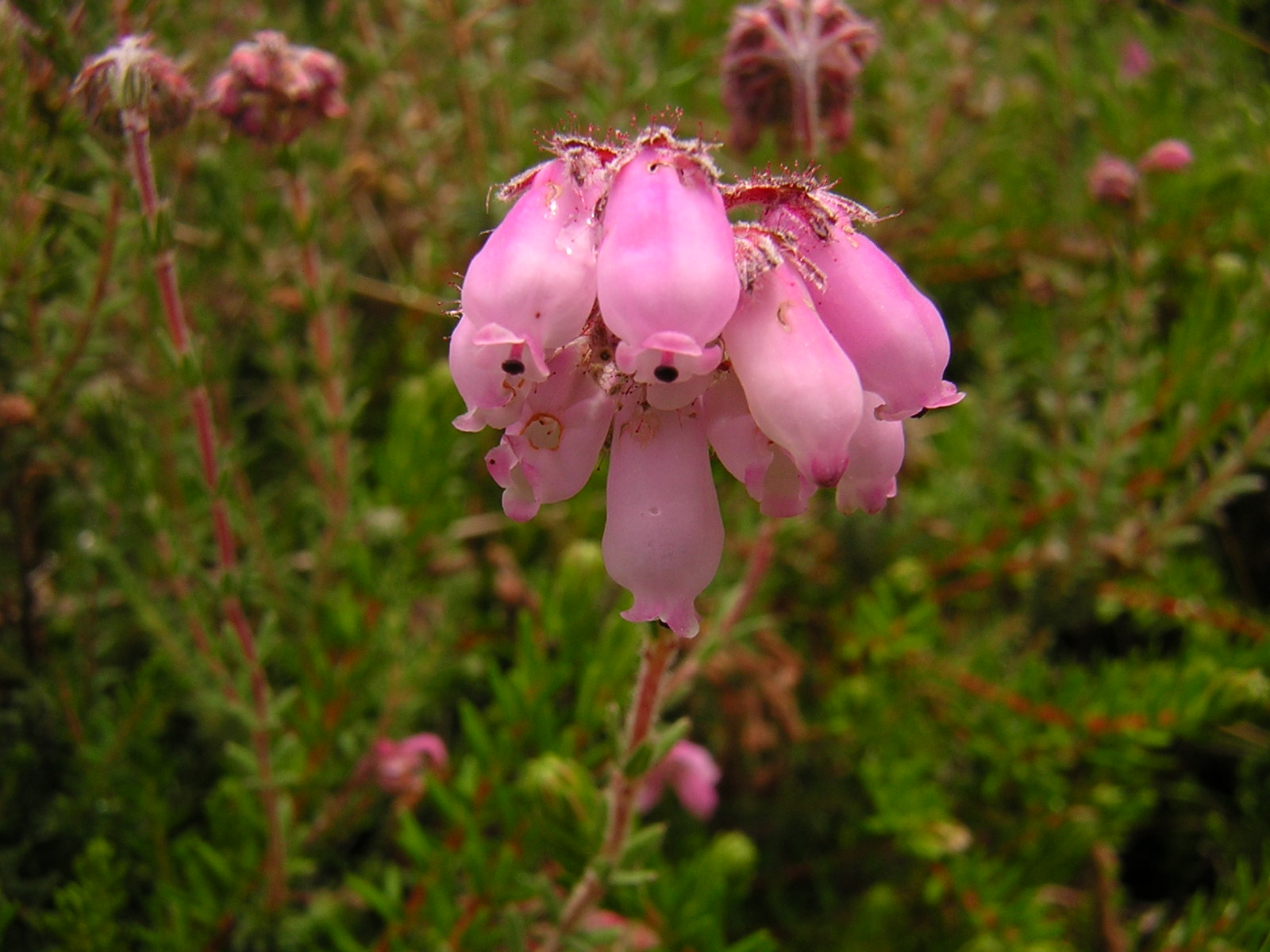
Gewone dophei

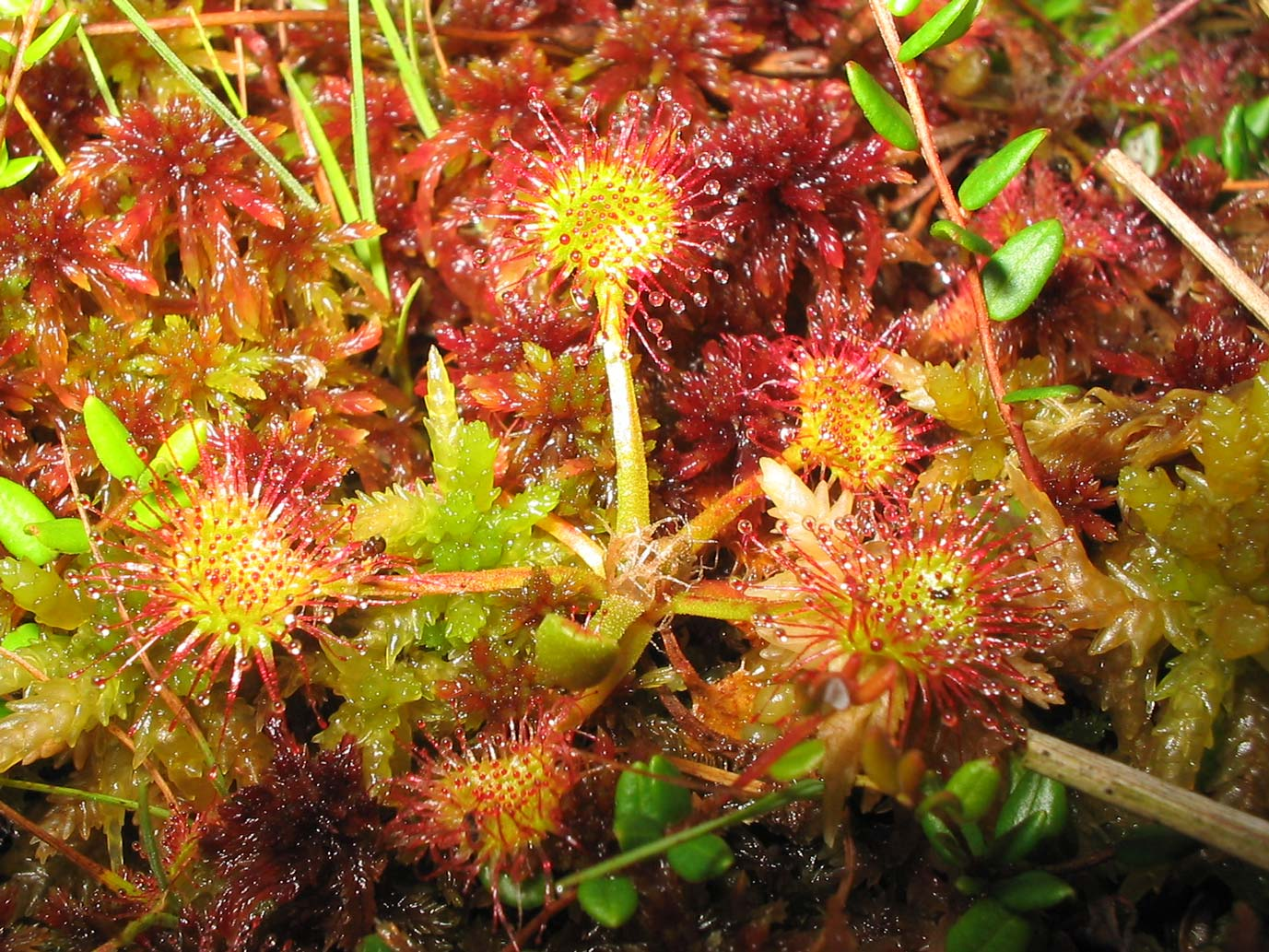
Ronde zonnedauw

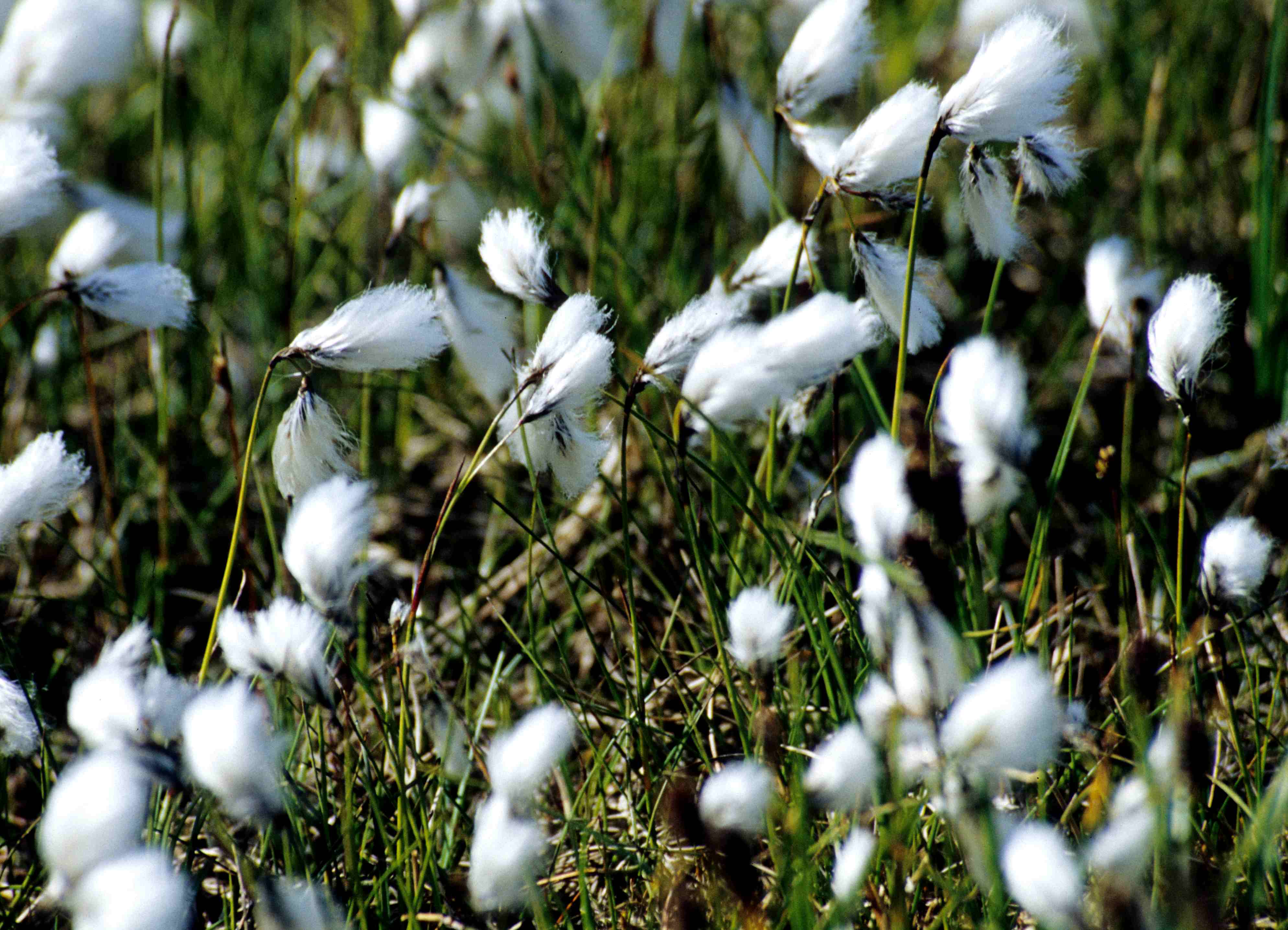
Veenpluis

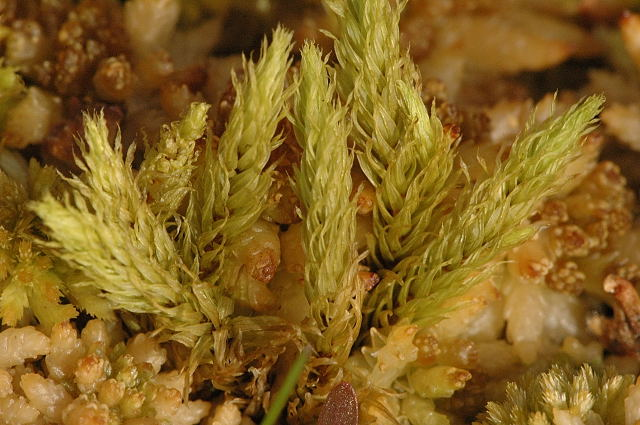
Rood viltmos

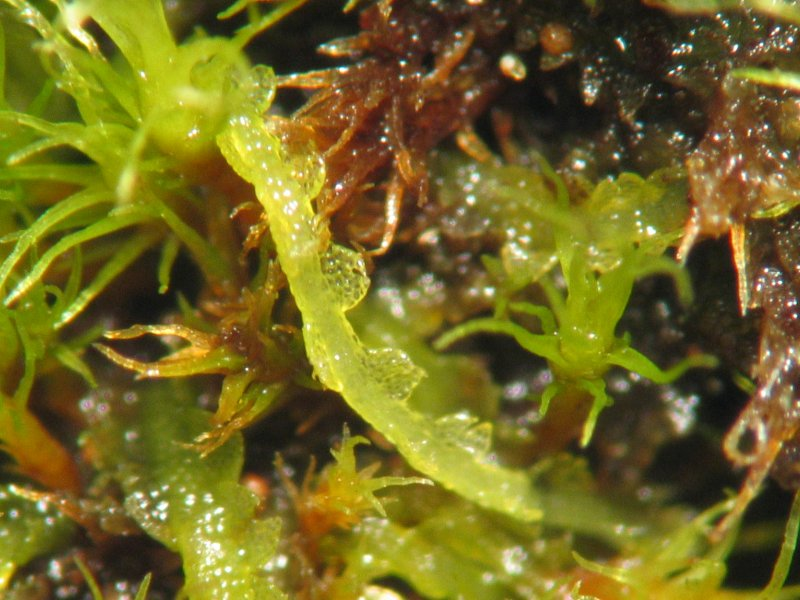
Glanzend maanmos

Kruidlaag
| Kentaxon | Diff.soort | Abundantie | Triviale naam   | Botanische naam          | Opmerking                          |
| -------- | ---------- | ---------- | --------------- | ------------------------ | ---------------------------------- |
| kK       |            | D          | gewone dophei   | Erica tetralix           |                                    |
|          |            | A/F        | struikhei       | Calluna vulgaris         |                                    |
| kK       |            | A/F        | ronde zonnedauw | Drosera rotundifolia     | ook in de klasse van kleine zeggen |
|          |            | D/A        | pijpenstrootje  | Molinia caerula          |                                    |
|          |            | A/F        | veenpluis       | Eriophorum angustifolium |                                    |

Moslaag
| Kentaxon | Diff.soort | Abundantie | Triviale naam     | Botanische naam         | Opmerking |
| -------- | ---------- | ---------- | ----------------- | ----------------------- | --------- |
| kK       |            | O          | roodviltmos       | Aulacomnium palustre    |           |
| kK       |            | O          | glanzend maanmos  | Cephalozia connivens    |           |
| kK       |            | Z          | gewoon spinragmos | Kurzia pauciflora       |           |
| kK       |            | Z          | aarmaanmos        | Cephalozia macrostachya |           |
| kK       |            | Z          | fijn draadmos     | Cephaloziella elachista |           |

## Bedreiging en bescherming
Vegetatie van de klasse van hoogveenbulten en natte heiden kunnen enkel gedijen op natte, voedselarme bodems, in langdurig ongestoorde omstandigheden. De bedreigingen zijn talloos: verdroging, overbemesting, versnippering, ... Het is dus niet verwonderlijk dat deze vegetatie tot de meest bedreigde in België en Nederland behoren, temeer omdat het ontwikkelen van nieuwe hoogveenvegetatie zeer veel tijd neemt en dus eigenlijk enkel aan herstel kan gedacht worden.
De belangrijkste bedreigingen zijn:
- brand heeft als gevolg dat de levende veenmoslaag verdwijnt en er zich een nieuwe veenmosgemeenschap moet vormen, wat meerdere jaren in beslag kan nemen. Ook neemt de voedselrijkdom toe.
- ontwatering (onder andere voor turfsteken) leidt vrij snel tot het afsterven van de veenmossen, een toename van de voedselrijkdom en een dominantie van de soorten van de associatie van gewone dophei.
- een toename van de trofiegraad, door directe bemesting via het grondwater, door atmosferische stikstofdepositie of door ontwatering en branden, kan een algenbloei tot gevolg hebben met nadelige gevolgen voor de moslaag.

Om dit soort vegetatie te kunnen behouden, zijn dus verschillende soorten beleidsmaatregelen noodzakelijk:
- de beheersing van de grondwaterstand door waterbouwkundige maatregelen;
- beperken van menselijke activiteit, zoals turfstekerij en landbouw, en ronde hoogveengebieden;
- preventie tegen bosbranden;

## Fotogalerij

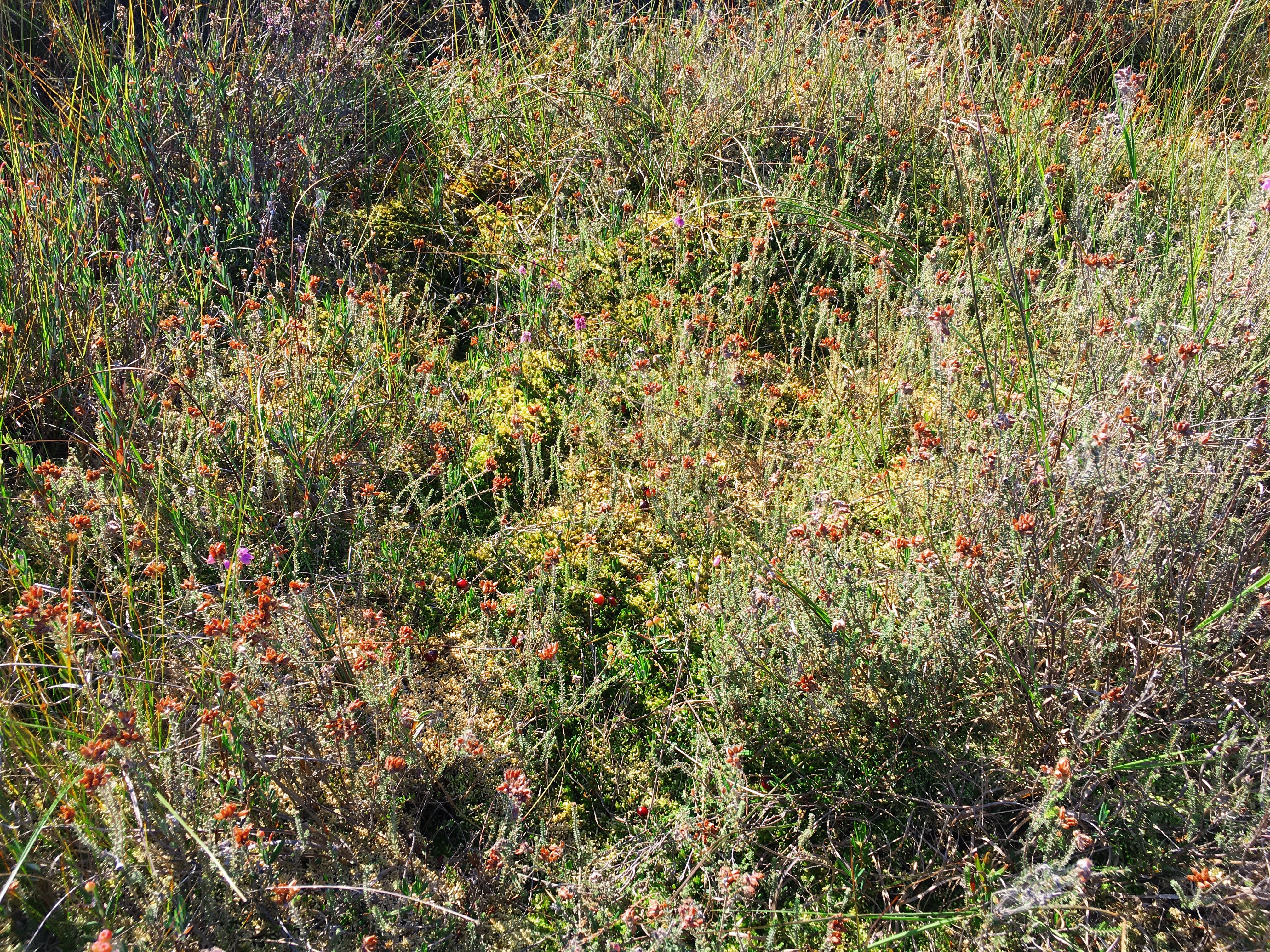
Close-up van de associatie van gewone dophei en veenmos in de vroege herfst
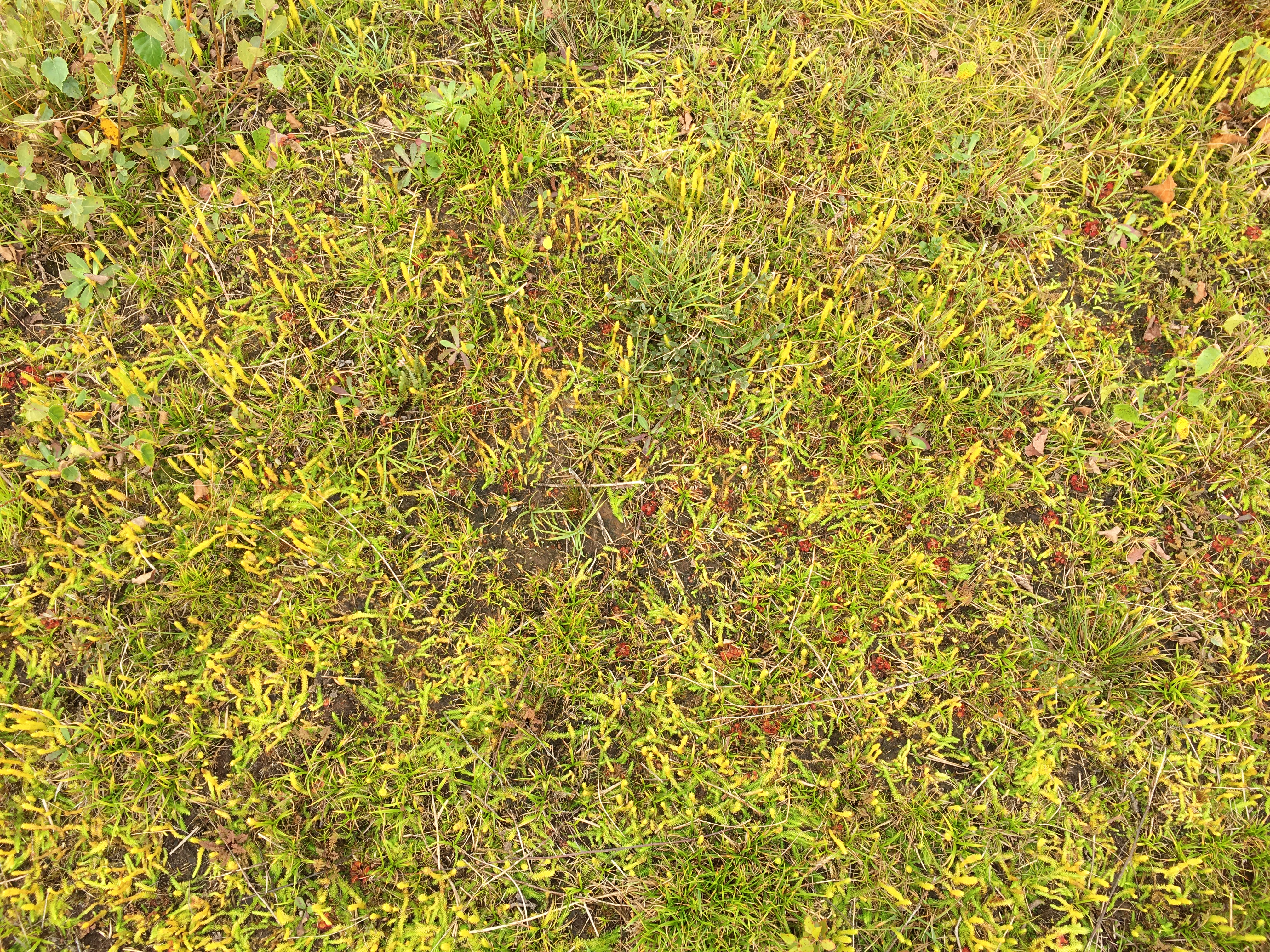
Aspect van de associatie van moeraswolfsklauw en snavelbies in de vroege herfst
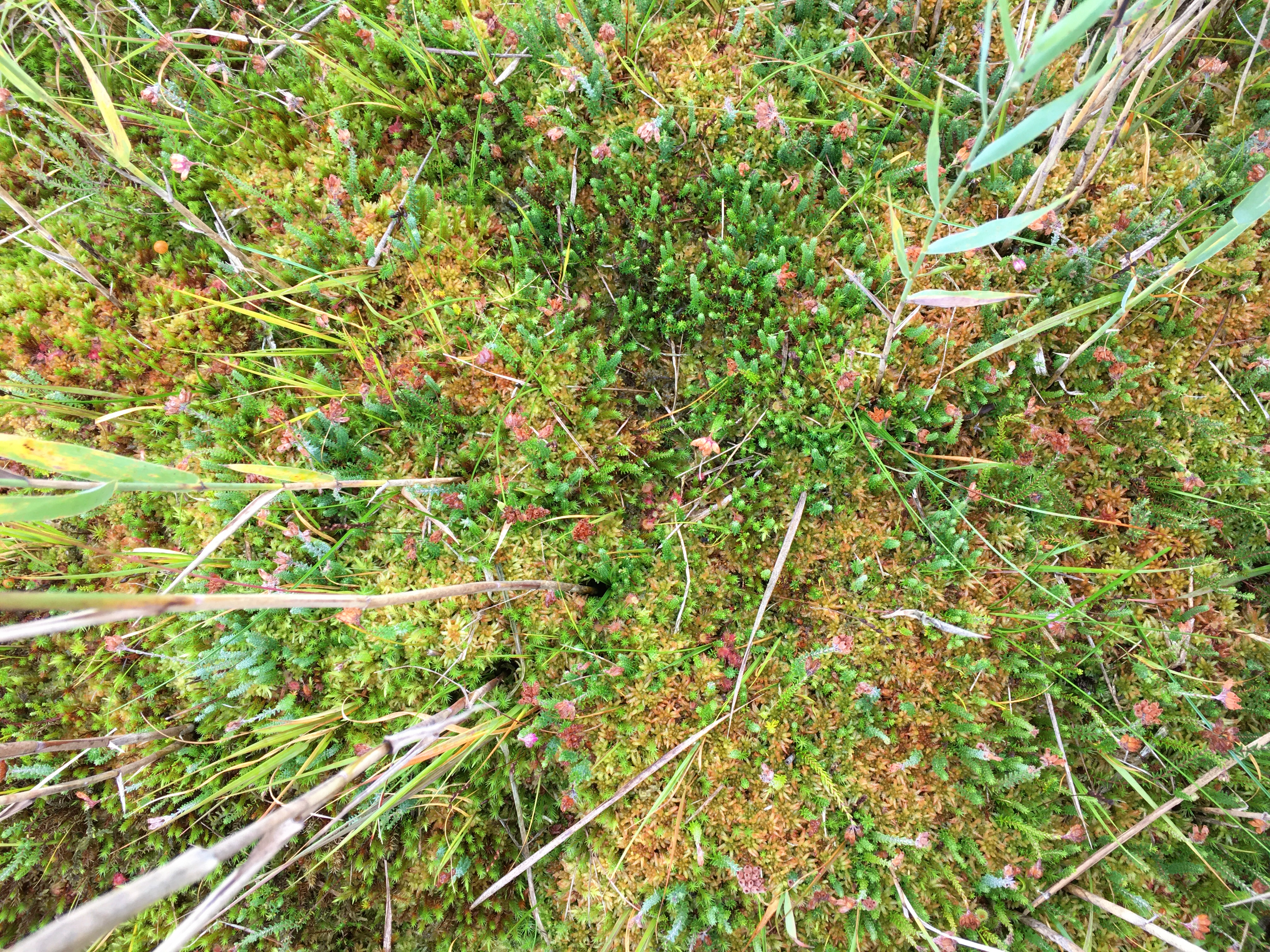
Close-up van de moerasheide in de herfst
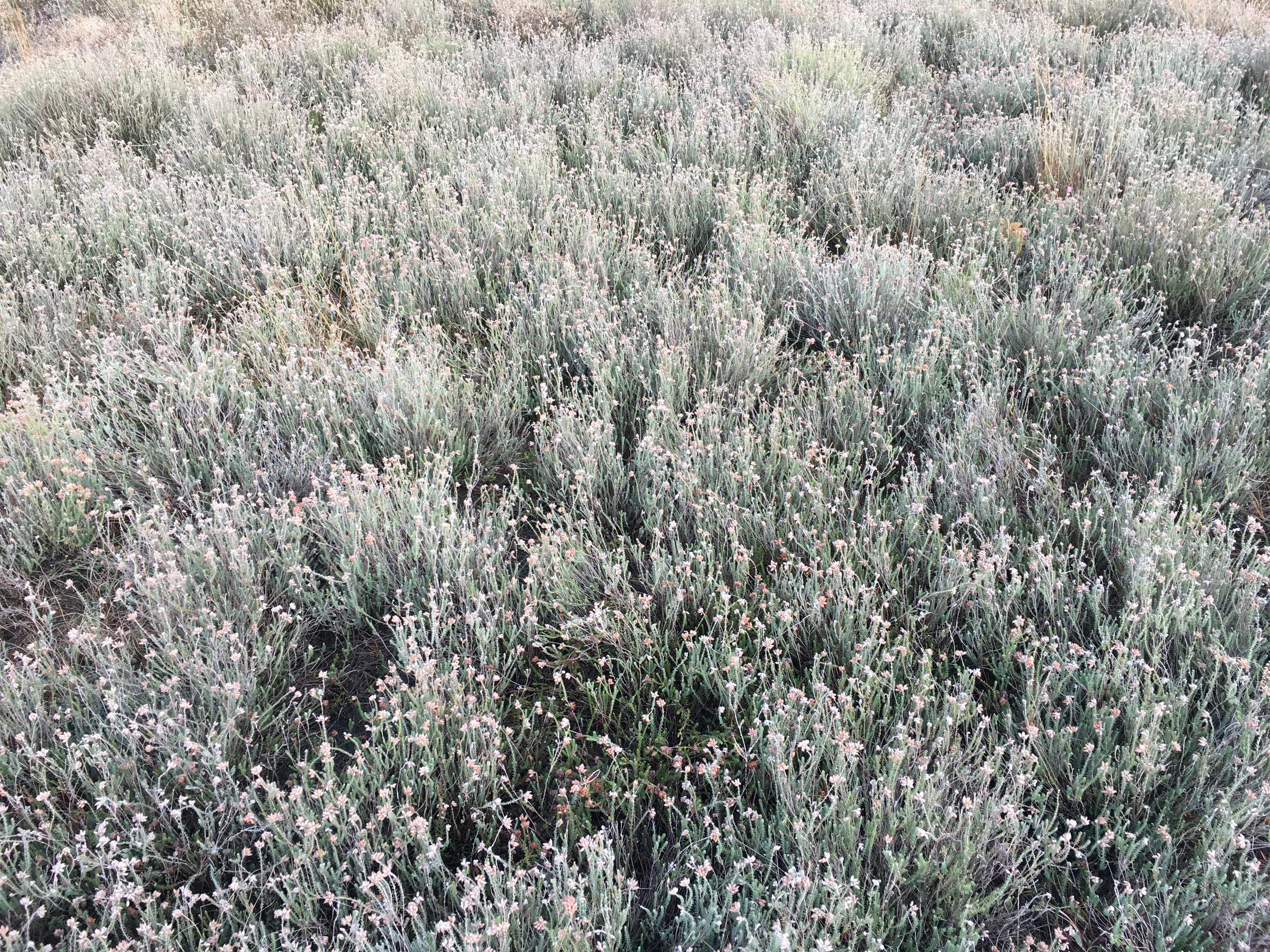
Een vroeg winteraspect van de associatie van gewone dophei